# Associazione Calcio Rhodense 1983-1984
Questa voce raccoglie le informazioni riguardanti l'Associazione Calcio Rhodense nelle competizioni ufficiali della stagione 1983-1984.

## Rosa
| N. |                   | Ruolo | Calciatore        |
| -- | ----------------- | ----- | ----------------- |
|    | Italia (bandiera) | D     | Roberto Bellio    |
|    | Italia (bandiera) | C     | Gilberto Bonini   |
|    | Italia (bandiera) | C     | Alberto Borsani   |
|    | Italia (bandiera) |       | Bottini           |
|    | Italia (bandiera) | D     | Maurizio Carlà    |
|    | Italia (bandiera) | A     | Emilio Chistolini |
|    | Italia (bandiera) | A     | Eugenio Coratella |
|    | Italia (bandiera) | P     | Fabio Corti       |
|    | Italia (bandiera) | D     | Silvano Diligenti |
|    | Italia (bandiera) | D     | Luciano Fochesato |

| N. |                   | Ruolo | Calciatore             |
| -- | ----------------- | ----- | ---------------------- |
|    | Italia (bandiera) | A     | Lorenzo Garavaglia     |
|    | Italia (bandiera) | A     | Massimo Garofano       |
|    | Italia (bandiera) | D     | Luca Giorgi            |
|    | Italia (bandiera) | C     | Costante Mastroluca    |
|    | Italia (bandiera) | A     | Gianpietro Novara      |
|    | Italia (bandiera) | C     | Gianpiero Pozzoli      |
|    | Italia (bandiera) | C     | Giovanni Rocchi        |
|    | Italia (bandiera) | P     | Ottavio Strano         |
|    | Italia (bandiera) | P     | Massimiliano Tagliabue |
|    | Italia (bandiera) | A     | gaetano destito        |